# Вороновы
Вороновы — древний дворянский род.
При подаче документов (1686), для включения рода в Бархатную книгу, была предоставлена родословная роспись Вороновых и четыре царские наказные грамоты (1617—1628), за подписью Петра Воронова.
В Гербовник помещены две фамилии Вороновых:
1. Потомство Жищербика Алексеевича Воронова, пожалованного поместьем (1550). Эта фамилия разделилась на три ветви, имеющих особые гербы: а) Вороновы, владевшие поместьем (1616). (Герб. XIV). б) Вороновы, служившие дворянские службы (1677). (Герб. Часть VIII. № 111). в) Потомство Бориса Прокофьевича Воронова, верстанного поместным окладом (1678) (Герб. Часть XIX. № 105).
2. Лукьян Осипович Воронов, пожалованный в дворянское достоинство (1741) (Герб. Часть III. № 134)[3].

Существует 27 родов этого имени, различного происхождения; 6 из них принадлежат к древнему дворянству.
1. Родоначальник по сказаниям древних родословцев, польский шляхтич Михайло Вороновский, выехавший в конце XV века в Москву. Из потомков его, Григорий и Андрей Федотовичи были стольниками царицы Евдокии Феодоровны (1692). Эта ветвь внесена в VI часть родословной книги Рязанской губернии[4].
2. Родоначальник Иван Иванович Воронов, владевший в конце XVI века поместьями в Костромском уезде; Потомки его внесены в VI часть родословной книги Костромской губернии (Гербовник, XIV, 14).
3. Родоначальником Елецкий городовой дворянин Лукьян Воронов, пожалованный поместьями в Елецком уезде (1668). Потомки его внесены в VI часть родословной книги Воронежской и Орловской губерний.
4. Родоначальник польский выходец Василий Григорьевич Воронов, пожалованный (1677) поместьями в Самарском уезде. Его потомство внесено в VI часть родословной книги Казанской губернии (Гербовник, VIII, 111).
5. Родоначальник смоленский рейтар Борис Прокофьевич Воронов, пожалованный (1678) поместьями в Смоленском уезде. Его потомки внесены в VI часть родословной книги Смоленской губернии (Гербовник, IX, 105).
6. Родоначальник Андрей Воронов, во 2-й половине XVII века служившего по Воронежу. Потомки его внесены в VI часть родословной книги Владимирской губернии.

Из остальных родов Вороновых один происходит от лейб-компанца Луки Осиповича Воронова, возведённого в дворянское достоинство (1741) (Гербовник, III, 134), а другие роды получили дворянство по выслуженным чинам и внесены во II и III часть родословной книги разных губерний. 4 рода не приписаны к дворянству какой-либо губернии.

## История рода
Игнатий Михайлович в конце XV столетия владел поместьем в Шелонской пятине, его вдова Анна упоминается как помещица Обонежской пятины (1583), там же испомещались вдова Семёна Воронова — Авдотья с детьми Игнатием (г/р 1570) и Домною (г/р 1574) наследовавшими поместья. Новгородский сын боярский Ширшик Алексеевич получил поместье в Московском уезде (1550). Михаил Иванович голова в Казанском походе (1552). Золотой Игнатьевич голова левой руки в Ливонском походе (1558). Атаман епифанских казаков Аксён Петрович Воронов повёрстан в дети боярские (1585). Фёдор Иванович и его вдова Анна и вдова их сына Слота — Настасья владели поместьями в Костромском уезде (1592), сын последней Нехороший Воронов в начале XVII века получил денежную придачу за подмосковные службы. В конце XVI столетия Вороновы владели поместьями в Рязанском и Зарайском уездах.
Василий Семёнович вёрстан денежным окладом за Смоленскую службу и рану (1614). Двенадцать представителей рода владели поместьями в Рязанском уезде (1628). Андрей Дружинин вёрстан новичным окладом по Юрьеву Польскому и трое представителей рода по Ельцу (1628). В списке костромских дворян (1631) встречаются десять Вороновых. Иван Никитич был выборным от Костромы на Земском соборе (1642).
Десять представителей рода владели населёнными имениями (1699).

## Описание гербов

#### Герб. Часть VIII. № 111
Герб рода Вороновых: в щите, разделённом горизонтально на два поля, красного и голубого цветов, посредине находится городовая серебряная стена с тремя окнами, из которых виден выходящий лев, а внизу изображены четыре золотых камня, три вверху и один внизу. Щит увенчан дворянским шлемом и короною, на поверхности которой виден до половины лев со шпагою. Намёт на щите голубой и красный, подложенный золотом.

#### Герб. Часть IX. № 105.
Герб потомства Бориса Прокофьевича Воронова: щит разделён горизонтально на две части. В верхней половине щита в красном поле изображён золотой крест и под ним серебряная подкова (польский герб Побог, Pobog), шипами обращённая вниз. В нижней серебряной половине щита на древесном отрубке сидит чёрный ворон с перстнем в клюве (польский герб Корвин, Korwin).
Щит увенчан дворянскими шлемом и короной. Нашлемник: три страусовых пера. Намёт на щите красный и чёрный, подложенный серебром.

#### Герб. Часть III. № 134.
Герб Лукьяна Осиповича Воронова: щит разделён перпендикулярно на две части, из которых в правом в чёрном поле между тремя серебряными пятиугольными звёздами изображено золотое стропило с означенными на нём тремя горящими гранатами натурального цвета. В левой части в серебряном поле два чёрных ворона с распростёртыми крыльями. Щит увенчан обыкновенным дворянским шлемом, на котором наложена лейб-компании гренадерская шапка со страусовыми перьями красного и белого цветов, а по сторонам шапки видны два чёрных орлиных крыла и на них по три серебряные звезды. Намёт на щите чёрный, подложенный с правой стороны серебром, а с левой стороны золотом.

#### Герб. Часть XVI. № 54.
Герб действительного статского советника Александра Воронова: в серебряном щите стоящий на пне натурального цвета чёрный ворон (польский герб Корвин). В красной главе щита накрест золотые шпага, обращенная острием вниз и жезл Меркурия. Над щитом дворянский коронованный шлем. Нашлемник — три страусовых пера: среднее — серебряное, правое — чёрное, левое — красное. Намёт справа чёрный, подложен серебром, слева красный, подложен золотом.

#### Герб. Часть XIV. № 14.
Герб генерал-лейтенанта Павла Воронова: в красном щите золотая на золотом лафете пушка, обращенная дулом вправо. Над пушкой золотой, летящий вправо ворон с серебряными глазами и клювом. Над щитом дворянский коронованный шлем. Нашлемник — два золотых орлиных крыла. На каждом крыле вертикально семь капель крови. Намёт — красный с золотом.

## Известные представители
- Воронов Рахманин Макарьевич — дьяк, воевода на Двине (1600—1605) (три раза), Вологде (1607—1609) (два раза).
- Воронов Фёдор Дмитриевич — дьяк (1604).
- Вороновы: Дема и Озим Яковлевичи — дети боярские по Юрьеву Польскому.
- Воронов Муралей Рахманович — осадный голова в Михайлове (1623).
- Воронов Фёдор Облезов — воевода в Старой Русе (1623), Порхове (1629).
- Воронов Василий Яковлевич — воевода в Царевококшайске (1628—1630).
- Воронов Никита Иванович Меньшой — умер от ран полученных при осаде Смоленска (1634).
- Воронов Осип Васильевич — московский дворянин (1672—1677).
- Воронов Ермолай Семёнович — московский дворянин (1676—1677).
- Воронов Фёдор Авраамович — московский дворянин (1681—1692).
- Воронов Пётр Осипович — стряпчий (1677), стольник (1686—1692).
- Воронов Алексей Арокофьевич — стряпчий (1683), воевода в Коломне (1687—1688).
- Воронов Афанасий Прокофьевич — стряпчий (1683).
- Воронов Григорий Степанович — политик 1950-...
- Вороновы: Григорий и Андрей Федотовичи — стольник царицы Евдокии Фёдоровны (1692), стольники Петра I[2][7][8][9].